# Rebecca Romero
Rebecca Romero MBE (* 24. Januar 1980 in Carshalton, heute zu London) ist eine ehemalige britische Radrennfahrerin, Rudersportlerin und zweifache olympische Medaillengewinnerin in verschiedenen Sportarten.

## Sportliche Laufbahn
Romero, deren Vater Spanier ist, wuchs in Sussex auf. Ihre erste Sportart war das Rudern. Sie wurde mit dem Doppelvierer zweimal Weltmeisterin der U-23 und gewann in dieser Bootsklasse bei den Olympischen Sommerspielen 2004 in Athen die Silbermedaille. 2005 wurde sie in derselben Bootsklasse Weltmeisterin.
Aufgrund chronischer Rückenbeschwerden beendete sie 2006 ihre Karriere und begann mit dem Radsport, zu dem ihr ärztlich geraten worden war. Romero etablierte sich schnell in der Weltklasse. Bereits im Dezember 2006 startete sie in Moskau beim Bahnradsport-Weltcup in der 3000-m-Einerverfolgung und wurde Zweite hinter ihrer Landsfrau Wendy Houvenaghel. Bei den Bahnrad-Weltmeisterschaften 2007 wurde Romero erstmals Weltmeisterin in der Einerverfolgung; diesen Titel verteidigte sie bei der Bahnrad-WM 2008 in ihrem Wohnort Manchester, wo sie mit ihrer Konkurrentin Houvenaghel und Joanna Rowsell auch die 3000-m-Mannschaftsverfolgung gewann.
Bei den Olympischen Sommerspielen 2008 gewann Romero die Goldmedaille in der 3000-m-Einerverfolgung, womit sie die erste Britin ist, die in zwei unterschiedlichen Sommerdisziplinen olympische Medaillen gewann. Im Oktober 2011 verließ sie wegen fehlender Erfolge das britische Olympiateam. Anschließend war sie als Triathletin aktiv.

## Ehrungen
2009 wurde Rebecca Romero zum Member of the Order of the British Empire (MBE) ernannt. 2023 wurde sie in die British Cycling Hall of Fame aufgenommen.

## Erfolge

### Bahn
2006
- Britische Meisterin – Einerverfolgung

2007
- Weltmeisterschaft – Einerverfolgung

2008
- Olympiasiegerin – Einerverfolgung
- Weltmeisterin – Einerverfolgung, Mannschaftsverfolgung (mit Wendy Houvenaghel und Joanna Rowsell-Shand)

### Straße
2006
- Britische Meisterin – Einzelzeitfahren